# Masdevallia schudelii
Masdevallia schudelii là một loài thực vật có hoa trong họ Lan. Loài này được Luer mô tả khoa học đầu tiên năm 1999.